# Аршинов Петро Андрійович
Петро Андрійович Аршинов (1887, Катеринослав, Російська імперія — 1938, Москва, РРФСР, СРСР) — учасник революційного руху, Української революції 1917—1921, анархіст, літератор. Жертва Сталінського терору.

## Біографія
Народився в Катеринославі у родині робітника. Від 1904 брав участь в революційному русі. 1905 працював слюсарем у залізничних майстернях м. Кизил-Арват (нині Туркменістан), де вступив до місцевої більшовицької організації, редагував газету «Молот».
У 1906 повернувся до Катеринослава. Приєднався до анархістів, вів пропагандистську роботу серед місцевих робітників, включився в терористичну боротьбу проти адміністрації та поліції. 23 грудня 1906 підірвав поліцейську дільницю. 7 березня 1907 здійснив замах на начальника залізничних майстерень м. Олександрівськ (нині Запоріжжя) — Василенка. Був заарештований і засуджений до смертної кари. Втік з-під варти і виїхав до Франції.
У 1909 повернувся в Росію і вів в її центральних губерніях пропаганду, а також займався експропріаціями. 1910 виїхав до Австро-Угорщини, де був заарештований і наступного року виданий російській владі, яка засудили його до 20-літньої каторги. Ув'язнення відбував до Бутирської в'язниці. Там познайомився з Нестором Махно і справив на останнього значний ідейний вплив.
Після Лютневої революції 1917 вийшов з тюрми, працював у Московській анархічній організації та видавав газету «Анархіст». З 1918 — в Україні. Спочатку на Донбасі, де був редактором газети «Голос анархіста». Від квітня 1919 і до початку 1921, з перервами, перебував у Махновський війську: редагував газети «Шлях до свободи», «Повстанец» та ін.
У 1922 емігрував до Німеччини, жив у Франції, а потім у США. Напередодні суду над Нестором Махном у Польщі 1923 р. видав «Історію махновского руху». Ця книга сприяла винесенню Махно виправдувального вироку.
Наприкінці 1934 з дозволу ЦК ВКП(б) Аршинов повернувся в СРСР. На початку 1938 заарештований за звинуваченням в створенні і керівницітві підпільної анархічної організації та розстріляний.

### Різні дані про місце народження і псевдоніми
У  написано, що Аршинов Петро Андрійович мав партійний псевдонім Петро Марін. В  [Архівовано 29 жовтня 2006 у Wayback Machine.] і  [Архівовано 7 березня 2013 у Wayback Machine.] навпаки вказується, що справжнє прізвище Петра Аршинова — Марін. В останньому джерелі також сказано, що Петро Андрійович Марін мав ще псевдоніми Петро Аршинофф, Ф. І. Михаілський (Peter Arshinoff, F. I. Mikhailski), народився в селі Андреєвка Нижнєломовського повіту (рос. уезда) (Пензенська губернія, Росія). До речі в Нижнєломовському повіті було село Аршиновка (село збереглось дотепер).